# Chino Herrera
Héctor Daniel Herrera Bates (Mérida, 3 de enero de 1903-Ciudad de México, 29 de septiembre de 1983), apodado como El Chino Herrera, fue un actor y comediante mexicano; actuó para la radio, la televisión, el cine y el teatro por más de 60 años. Fue reconocido por protagonizar diferentes películas  con el cómico Mario Moreno "Cantinflas".

## Biografía
Hijo del también actor teatral Héctor Herrera, le dieron el apodo de "Chino" debido a sus características fisonómicas. Debutó como actor en el teatro de comedia vernácula junto a su padre en su ciudad natal, Mérida, Yucatán, durante la década de los años 20 del siglo XX. 
Incursionó en el cine en la denominada Época de Oro del cine mexicano en la década de los 50. Más tarde trabajó también con gran éxito en la televisión mexicana para Telesistema Mexicano en el entonces Canal 2 XEW-TV (el canal de "Las Estrellas") propiedad de Emilio Azcárraga Vidaurreta. En 1959 trabajó en programas de renombre como "Estudio Raleigh" al lado de Paco Malgesto y de Pedro Vargas. También en los programas "Carta blanca" y "Noches tapatías" en la radiodifusora XEW de México. 
Llegó a tener su propio programa televisivo llamado "Martes de 21:30". En "Las estrellas y usted" exitoso programa de la televisión mexicana de los años 1960, también participó alternando con  Susana Salvat y el Charro Avitia.
El Chino Herrera falleció el 29 de septiembre de 1983 en la Ciudad de México a los 80 años.

## Filmografía
- El rosario de Amozoc (1938)
- El gendarme desconocido (1941)
- Soy un prófugo (1946)
- A volar joven (1947)
- Ángel o demonio (1947)
- El bolero de Raquel (1957)
- Los muertos no hablan (1958)
- Ay... Calypso no te rajes! (1958)
- La cama de piedra (1958)
- Los pistolocos (1960)
- El analfabeto (1961)
- El lobo blanco (1962)
- Lupe Balazos (1964)
- La muerte es puntual (1967)
- La Gata (1970)
- El ministro y yo (1976)
- Caprichoso Mandarín
- Magdalena (1970) Telenovela
- Mundo de juguete (1974) Telenovela